# 格利澤1132
格利澤1132（GJ 1132）是一顆位於船帆座的紅矮星，距離地球41.1光年（12.6秒差距）。2015年，有研究發現，該恆星周圍有一顆類似地球的熾熱岩石行星，每1.6天繞行一次。2018年，第二顆行星和可能的第三顆行星被發現。